# 살리수카
살리수카(산스크리트어: शालिसुक 샬리슈카)는 제6대 마우리아 황제로, 기원전 215년에서 기원전 202년까지 마우리아를 다스렸다. 그는 삼프라티 마우리아의 후계자이다. 가르기 삼히타의 유가 푸라나에서는 그를 싸움이 많고 불의한 통치자로 언급하지만, 그는 또한 "정의로운 말"을 하는 자로도 유명하다.
1. 백 명도 안 되는 왕들이 차지하고 있는 그 아름다운 푸슈파푸라에는 진리의 파괴를 위해 태어난 카르마(운명)의 자손인 샬리슈카가 있을 것이다.
2. 카르마의 자손인 그 왕은 쾌활한 마음을 가지고 있으면서도 분쟁을 좋아하고, 자신의 왕국을 억압하는 사람이 될 것이며, 정의로운 말을 하지만 불의한 행동을 할 것이다.
— 유가 푸라나

푸라나에 따르면 그의 자리는 데바바르만에게 계승되었다.